# Шоке-Брюа, Ивонна
Ивонна Шоке-Брюа (фр. Yvonne Choquet-Bruhat; 29 декабря 1923[…], Лилль — 11 февраля 2025[…], Мериньяк, Жиронда) — французский математик и физик. Она внесла основополагающий вклад в изучение общей теории относительности Эйнштейна, показав, что уравнения Эйнштейна можно представить в виде корректно поставленной задачи с начальными значениями. В 2015 году её прорывная статья была названа журналом Classical and Quantum Gravity одним из тринадцати «веховых» результатов в изучении общей теории относительности за сто лет её изучения.
Она была первой женщиной, избранной во Французскую академию наук, и является Великим офицером Почётного легиона.

## Биография
Ивонна Брюа родилась в 1923 году в Лилле. Её матерью была профессор философии Берта Юбер, а отцом — физик Жорж Брюа, погибший в 1945 году в концентрационном лагере Ораниенбург-Заксенхаузен. Её брат Франсуа Брюа также стал математиком, внеся заметный вклад в изучение алгебраических групп.
Брюа получила среднее образование в Париже. В 1941 году она приняла участие в престижном национальном конкурсе Concours Général, выиграв серебряную медаль по физике. С 1943 по 1946 год она училась в Высшей нормальной школе в Париже, а с 1946 года работала там ассистентом преподавателя и проводила исследования под руководством Андре Лихнеровича.
С 1949 по 1951 год она была научным сотрудником Французского национального центра научных исследований, и получила докторскую степень.
В 1951 году она стала научным сотрудником с докторской степенью в Институте перспективных исследований в Принстоне, штат Нью-Джерси, США. Её научный руководитель Жан Лере предложил Ивонне изучить динамику уравнений поля Эйнштейна. Он также познакомил её с Альбертом Эйнштейном, с которым она ещё несколько раз консультировалась во время своего пребывания в Институте.
В 1952 году Брюа и её мужу предложили работу в Марселе, что ускорило её ранний уход из Института. В том же году она опубликовала информацию о локальном существовании и уникальности решений вакуумных уравнений Эйнштейна, что стало её самым известным достижением. Её работа доказывает правильность уравнений Эйнштейна и положила начало изучению динамики в общей теории относительности.
В 1947 году она вышла замуж за коллегу-математика Леонса Фуре. Их дочь Мишель по состоянию на 2016 год эколог. В 1960 году Брюа и Фуре развелись, а позже она вышла замуж за математика Гюстава Шоке и сменила фамилию на Шоке-Брюа. У неё и Шоке было двое детей; её сын Даниэль Шоке — нейробиолог, а дочь Женевьева — врач.
Умерла 11 февраля 2025 года в возрасте 101 года.

## Карьера

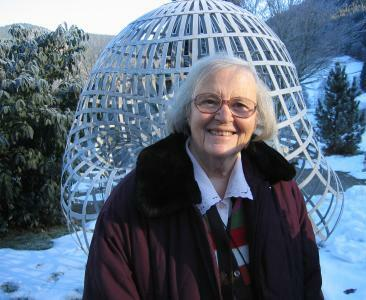
2006 год

В 1958 году она была награждена Серебряной медалью Национального центра научных исследований. С 1958 по 1959 год преподавала в Реймсском университете. В 1960 году она стала профессором Университета Пьера и Марии Кюри (UPMC) в Париже и оставалась профессором или почётным профессором до выхода на пенсию в 1992 году.
В Университете Пьера и Марии Кюри она продолжала вносить значительный вклад в математическую физику, особенно в общую теорию относительности, супергравитацию и неабелевы калибровочные теории стандартной модели. Её работа в 1981 году с Димитриосом Христодулу показала существование глобальных решений уравнений Янга-Миллса, Хиггса и спинорного поля в измерениях 3+1. Кроме того, в 1984 году она провела, возможно, первое математическое исследование супергравитации, результаты которого можно распространить на важную в настоящее время модель в измерениях D=11.
В 1978 году Ивонна Шоке-Брюа была избрана корреспондентом Академии наук, а 14 мая 1979 года стала первой женщиной, избранной её действительным членом. С 1980 по 1983 год она была президентом Международного комитета по общей теории относительности и гравитации. В 1985 году она была избрана членом Американской академии искусств и наук. В 1986 году Ассоциация женщин-математиков выбрала Шоке-Брюа для чтения престижной Нётеровской лекции.

## Основные публикации
Статьи
- Fourès-Bruhat, Y. Théorème d’existence pour certains systèmes d'équations aux dérivées partielles non linéaires. Acta Math. 88 (1952), 141—225. doi:10.1007/bf02392131 Bibcode: 1952AcM....88..141F Zbl 0049.19201 MR: 53338
- Choquet-Bruhat, Yvonne; Geroch, Robert. Global aspects of the Cauchy problem in general relativity. Comm. Math. Phys. 14 (1969), 329—335. doi:10.1007/BF01645389 MR: 0250640

Обзорные статьи
- Bruhat, Yvonne. The Cauchy problem. Gravitation: An introduction to current research, pp. 130—168, Wiley, New York, 1962.
- Choquet-Bruhat, Yvonne; York, James W., Jr. The Cauchy problem. General relativity and gravitation, Vol. 1, pp. 99-172, Plenum, New York-London, 1980.
- Choquet-Bruhat, Yvonne. Positive-energy theorems. Relativity, groups and topology, II (Les Houches, 1983), 739—785, North-Holland, Amsterdam, 1984.
- Choquet-Bruhat, Yvonne. Results and open problems in mathematical general relativity. Milan J. Math. 75 (2007), 273—289.
- Choquet-Bruhat, Yvonne. Beginnings of the Cauchy problem for Einstein’s field equations. Surveys in differential geometry 2015. One hundred years of general relativity, 1-16, Surv. Differ. Geom., 20, Int. Press, Boston, MA, 2015.

Научно-технические книги
- Choquet-Bruhat, Yvonne; DeWitt-Morette, Cécile; Dillard-Bleick, Margaret. Analysis, manifolds and physics. Second edition. North-Holland Publishing Co., Amsterdam-New York, 1982. xx+630 pp. ISBN 0-444-86017-7
- Choquet-Bruhat, Yvonne; DeWitt-Morette, Cécile. Analysis, manifolds and physics. Part II. North-Holland Publishing Co., Amsterdam, 1989. xii+449 pp. ISBN 0-444-87071-7
- Choquet-Bruhat, Y. Distributions. (French) Théorie et problèmes. Masson et Cie, Éditeurs, Paris, 1973. x+232 pp.
- Choquet-Bruhat, Yvonne. General relativity and the Einstein equations. Oxford Mathematical Monographs. Oxford University Press, Oxford, 2009. xxvi+785 pp. ISBN 978-0-19-923072-3
- Choquet-Bruhat, Y. Géométrie différentielle et systèmes extérieurs. Préface de A. Lichnerowicz. Monographies Universitaires de Mathématiques, No. 28 Dunod, Paris 1968 xvii+328 pp.
- Choquet-Bruhat, Yvonne. Graded bundles and supermanifolds. Monographs and Textbooks in Physical Science. Lecture Notes, 12. Bibliopolis, Naples, 1989. xii+94 pp. ISBN 88-7088-223-3
- Choquet-Bruhat, Yvonne. Introduction to general relativity, black holes, and cosmology. With a foreword by Thibault Damour. Oxford University Press, Oxford, 2015. xx+279 pp. ISBN 978-0-19-966645-4 и ISBN 978-0-19-966646-1
- Choquet-Bruhat, Y. Problems and solutions in mathematical physics. Translated from the French by C. Peltzer. Translation editor, J.J. Brandstatter Holden-Day, Inc., San Francisco, Calif.-London-Amsterdam 1967 x+315 pp.

Научно-популярные книги
- Choquet-Bruhat, Yvonne. A lady mathematician in this strange universe: memoirs. Translated from the 2016 French original. World Scientific Publishing Co. Pte. Ltd., Hackensack, NJ, 2018. x+351 pp. ISBN 978-981-3231-62-7

## Награды
- Серебряная медаль Французского национального центра научных исследований, 1958 год.
- Премия Анри де Парвиля Академии наук, 1963 год.
- Член (с 1965 года) Международного комитета общей теории относительности и гравитации (президент в 1980—1983 годах)[15]
- Член Академии наук, Париж (избрана в 1979 году)
- Избрана в Американскую академию искусств и наук в 1985 году.
- Нётеровская лекция, Ассоциация женщин-математиков, 1986 год.
- Кавалер ордена Почетного легиона, 1997 год.
- Премия Дэнни Хайнемана в области математической физики, 2003 год.
- В 2008 году она была возведена в звания «Grand Officier» и «Grand Croix» ордена Почётного легиона[16].